# Chiesa di Santo Stefano Protomartire (Tradate)
La chiesa prepositurale di Santo Stefano Protomartire è la parrocchiale di Tradate, in provincia di Varese ed arcidiocesi di Milano; è a capo del decanato di Tradate.
Dal 1888 al 1971 la preposturale fu la chiesa madre della pieve foraniale di Tradate.

## Storia
La prima citazione di una chiesa a Tradate risale al 1150. Da un documento del XIV secolo si apprende che questa chiesa era compresa nel vicariato foraneo di Castelseprio. Nella prima metà del Cinquecento furono costruite le cappelle laterali di Sant'Antonio da Padova e di San Giuseppe. Nel 1530 venne ultimato il campanile, sopraelevato tra il 1731 ed il 1749. 
Nel 1863 si decise di riedificare la chiesa, su progetto di Enrico Terzaghi da Milano. La nuova parrocchiale venne dunque costruita tra il 1866 ed il 1867 e decorata tra il 1892 ed il 1893. Negli anni sessanta fu completamente riedificato il coro e, nel 1997, la chiesa venne restaurata.